# Casa Gaston-Perdue
La Casa Gaston-Perdue es una residencia histórica ubicada en Greenville, Alabama, Estados Unidos. La casa fue construida en 1895 por el juez de sucesiones del condado de Butler, Zell Gaston. En 1903, después de su mandato, Gaston se mudó a Birmingham y vendió la casa al médico J.L Perdue.

## Descripción
La casa es un ejemplo clásico de la arquitectura de estilo Reina Ana, con un techo a cuatro aguas con varios hastiales, cada una con husillos con motivos de rayos de sol. Un porche envuelve tres lados de la casa y tiene columnas delgadas con soportes Eastlake y una balaustrada a juego. El interior tiene un hall central con dos habitaciones a cada lado. La carpintería interior incluye paneles de machihembrado, revestimiento de chimenea y algunos arquitrabes con cornisas.
La casa fue incluida en el Registro Nacional de Lugares Históricos en 1986.